# Diggle
Diggle – wieś w Anglii, w hrabstwie ceremonialnym Wielki Manchester, w dystrykcie metropolitalnym Oldham. Leży 20 km na północny wschód od centrum miasta Manchester.